# Jaapia
Jaapia Bres. – rodzaj grzybów z grupy pieczarniaków (Agaricomycotina). Nazwę nadano mu od nazwiska niemieckiego mykologa Otto Jaapa.

## Charakterystyka
Grzyby kortycjoidalne o owocniku rocznym, rozpostartym, rozproszonym. Hymenofor od rurkowego do kłaczkowatego, drobno owłosiony przez wystające cystydy. System strzępkowy monomityczny, strzępki cienkościenne ze sprzążkami. Cystydy w kształcie tuby, grubościenne, nie inkrustowane. Podstawki maczugowate, 4-sterygmowe ze sprzążką bazalną. Bazydiospory wrzecionowate, gładkie, grubościenne, szkliste do żółtawych, dekstrynoidalne, cyjanofilne.
Jaapia charakteryzuje się grubościennymi cystydami o kształcie tuby i dekstrynoidalnymi i cyjanofilnymi bazydiosporami. Należą tu dwa gatunki filogenetycznie blisko spokrewnione z Coniophora i Serpula, ale tworzące odrębne klady.

## Systematyka i nazewnictwo
Pozycja w klasyfikacji według Index FungorumJaapiaceae, Jaapiales, Agaricomycetidae, Agaricomycetes, Agaricomycotina, Basidiomycota, Fungi.
SynonimConiobotrys Pouzar 1958:
Gatunki
- Jaapia argillacea Bres. 1911
- Jaapia ochroleuca (Bres.) Nannf. & J. Erikss. 1953

Wykaz gatunków i nazwy naukowe na podstawie Index Fungorum.
Mykobiota Polski
W Polsce stwierdzono występowanie Jaapia argillacea Bres.